# Summertime Sadness
Vous lisez un « bon article » labellisé en 2013.
Pour les articles homonymes, voir Summertime (homonymie).
Singles de Lana Del Rey
Blue Jeans
(2012) National Anthem
(2012)
Pistes de Born to Die
Million Dollar Man This Is What Makes Us Girl
Summertime Sadness est une chanson de l'auteur-compositrice-interprète américaine Lana Del Rey, issue de son troisième album studio, Born to Die. Le titre est composé par Del Rey, Kieran de Jour, ainsi que Rick Nowels et produit par ce dernier et Emile Haynie. Il est commercialisé en tant que troisième single du LP en Allemagne ainsi qu'en Autriche et comme le quatrième extrait en Suisse. La piste, mêlant des éléments de pop, d'indie pop et de rock indépendant, est accueillie de façon mitigée par la presse.
Au niveau commercial, le morceau est reçu favorablement, atteignant de hauts sommets dans les hit-parades d'Europe de l'Est et de l'Ouest, entre autres dans ceux d'Autriche, d'Allemagne, de Bulgarie, de Pologne et de Suisse. Peu après sa sortie, il est certifié disque de platine par la Bundesverband Musikindustrie (BVMI) pour ses 300 000 copies vendues sur le territoire allemand. Il se voit également certifié disque d'or par la International Federation of the Phonographic Industry en Suisse et en Autriche.
Afin d'assurer la promotion de la chanson, Del Rey lance un maxi incluant plusieurs remixes du titre sur l'iTunes Store, puis révèle ultérieurement le clip. Celui-ci, réalisé par Kyle Newman et Susser Spencer, est dévoilé lors de l'été 2012 sur Vevo. Il relate une romance entre Del Rey et Jaime King, l'épouse de Newman. Le clip suscite une controverse en raison des thèmes sensibles qu'il aborde, notamment le suicide et les relations homosexuelles. Après son lancement, Del Rey observe un regain dans sa popularité sur les réseaux sociaux en se hissant dans le Social 50.

## Genèse et composition
Le titre est mis en vente sur les plateformes de téléchargement numérique le 22 juin 2012 en Allemagne, en Autriche ainsi qu'en Suisse. Dans ces deux premiers territoires, il sert en guise de troisième single de l'album tandis que dans ce dernier pays, il est commercialisé en tant que quatrième extrait du disque. Durant cette même période, la chanson est popularisée par l'intermédiaire du Born to Die Tour, tournée mondiale durant laquelle elle est interprétée. À la suite de la sortie du morceau, deux remixes du titre réalisés par Todd Terry sont publiés sur le web, précédant la commercialisation d'un maxi en contenant davantage, dont l'un est conçu par Mikky Ekko. Cette dernière version de la chanson est louangée par le magazine Spin. Un autre remixe, cette fois-ci créé par Adam Freeland, emploie des rythmes de house et de fortes sonorités façonnées à l'aide de synthétiseurs, offrant une touche dance à la production de la piste.
Summertime Sadness est composée par Del Rey, Kieran de Jour ainsi que Rick Nowels et produite par ce dernier de même qu'Emile Haynie. Elle dérive sur plusieurs genres musicaux, tels que la pop, l'indie pop ainsi que le rock indépendant, et est décrite comme étant une ballade trip hop,. Elle utilise divers instruments, entre autres la batterie, le piano et la guitare. Au niveau des paroles, la piste porte des « joies de l'amour, qui sont acquises après maintes douleurs ». Le titre aborde également la peur qu'entretient Del Rey de perdre un être cher, notamment dans la ligne « Embrasse-moi fort avant de partir »,,. Selon la fiche musicale publiée par Universal Music Publishing Group sur Musicnotes, le morceau possède un métronome de cent-vingt-cinq battements par minute et se range dans la clef de do mineur.

## Accueil critique
La presse accueille le morceau de façon particulièrement partagée. Dans sa critique « piste-par-piste » du LP Born to Die, Andrew Hampp, journaliste au magazine Billboard, déclare que « l'interprétation du titre qu'a livrée Del Rey au Bowery Ballroom en a peut-être fait rire certains, mais la chanson en elle-même est une des meilleures de l'album, malgré la monotonie de certaines de ses paroles (« Embrasse-moi fort avant de partir ») »,. Dans une critique positive, Alex Denney, écrivant pour la publication NME, note que la piste est une pièce pop abordant le deuil, de même que l'épanouissement, à travers ses paroles à nature prophétique : « Je pense que tu vas me manquer pour toujours / Comme les étoiles manquent au soleil dans un ciel matinal »,. Encensant le titre, Channing Freemanun, rédacteur au site Sputnikmusic, affirme qu'un des grands moments de l'album se trouve dans Summertime Sadness « lorsque Del Rey fredonne magnifiquement en chantant diverses harmonies ». De son côté, le quotidien Los Angeles Times nomme la piste comme une des meilleures de Born to Die, avec Video Games et Dark Paradise.
Sur une note plus négative, Matthew Perpetua, journaliste pour le périodique américain Rolling Stone, déplore que la chanson soit trop « pôlie » et retravaillée en studio. Il ajoute que le tout rend un résultat aguichant, devenant même par moments choquant. Dans un article mitigé publié sur PopCrush, Amy Sciarretto souligne que « sur un album marqué par des nuances de shoegazing, la chanson montre Del Rey sous un visage plus discret. Bien que la faiblesse de sa voix soit palpable à travers le morceau, elle retient l'attention avec une élégante paresse ». Quant à lui, Dan Weiss, travaillant pour le Paste Magazine, regrette la simplicité du titre, le décrivant comme étant de la « pop facile ».

## Performance dans les hit-parades
En Europe, Summertime Sadness est bien reçue par le public, spécialement dans les pays germanophones. En Autriche, la chanson entre dans le hit-parade Ö3 Austria Top 40 au cours de la semaine du 22 juin 2012, puis atteint le huitième rang de celui-ci un mois plus tard. Elle est ultérieurement certifiée disque d'or par la branche autrichienne de l'IFPI pour ses 15 000 exemplaires écoulés. Similairement, en juillet 2012, le morceau fait son entrée dans le hit-parade allemand, où il touche le quatrième échelon. Dans la même période, il se voit certifié platine pour ses 300 000 exemplaires écoulés dans le pays. Sur le territoire suisse, la chanson pénètre dans le palmarès national à la conclusion du mois de juillet 2012, et se hisse au troisième rang dans le courant du mois de septembre de la même année, puis est par après certifié disque d'or,. La piste obtient également un succès au sein d'autres régions européennes, tels que la Bulgarie, le Luxembourg et la Pologne, pays dans lequel la chanson aboutit à la première place du classement,,. Dans d'autres nations du continent, notamment la Belgique, la France, la Hongrie, le Portugal, la République tchèque et le Royaume-Uni, le titre obtient un accueil plus froid,,,,,.
En dehors de l'Europe, la chanson gagne une légère notoriété, entre autres dans certains pays d'Amérique, d'Océanie et d'Asie. Aux États-Unis, le morceau fait brièvement une entrée dans le Hot 100 au 46e rang, tandis qu'au Canada il atteint le 97e échelon du classement national,. En Isräel, Summertime Sadness se classe au 10e rang du palmarès, auquel il accède dans le mois de septembre. En Nouvelle-Zélande, au cours de la même période, le titre entre dans le Top 40 Singles dans lequel il se hisse à la 23e position.

## Vidéoclip

### Développement

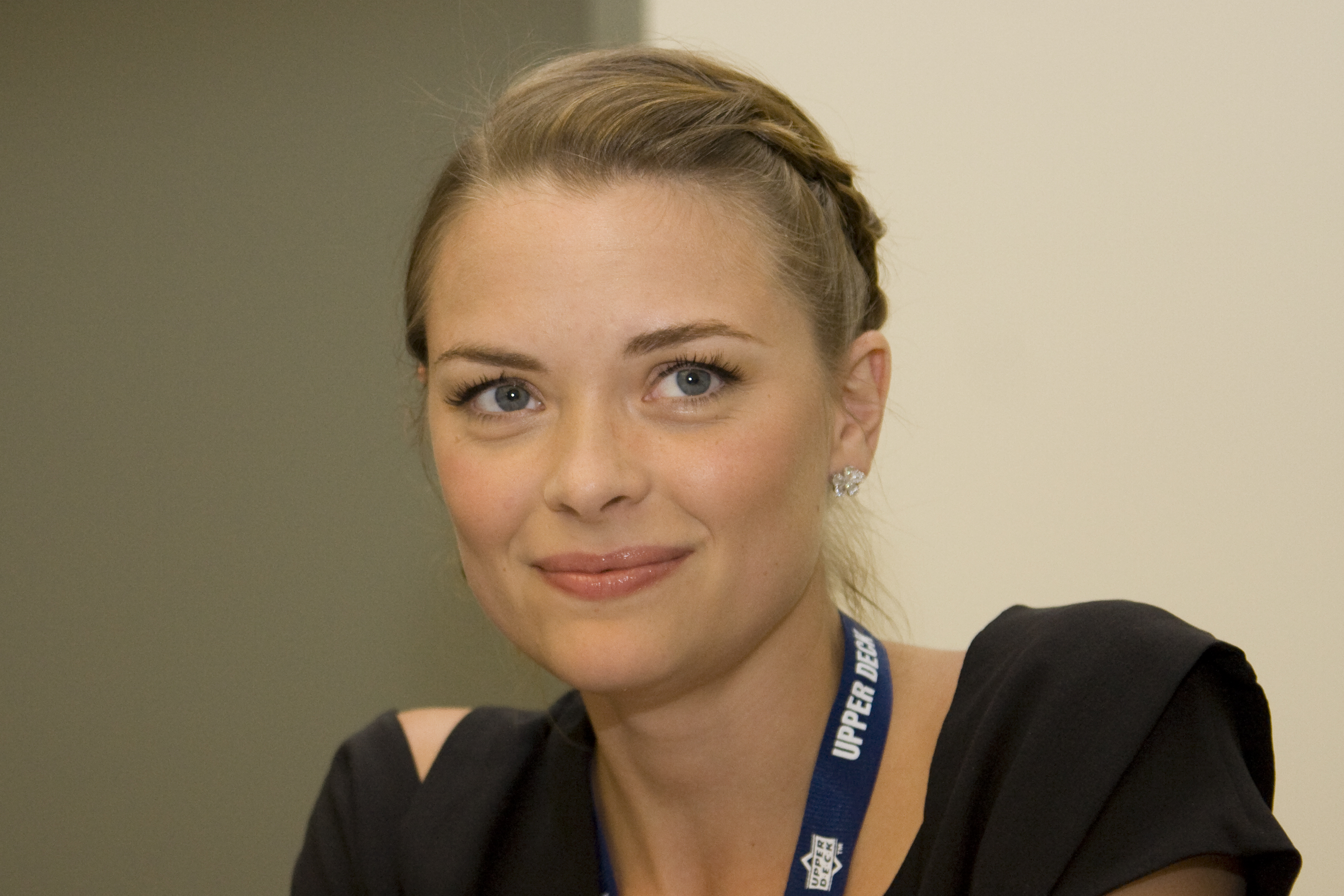
Jaime King, l'épouse du réalisateur Kyle Newman, joue l'amante de Del Rey.

Le vidéoclip de Summertime Sadness est filmé au courant des mois d'avril et de mai 2012 à Santa Clarita, en Californie. Il est réalisé par les cinéastes américains Kyle Newman et Spencer Susser. La femme de Newman, l'actrice Jaime King, interprète le personnage principal de la vidéo. Celle-ci narre l'histoire d'amour de deux femmes lesbiennes qui, chacune, décident de mettre un terme à leur vie. Concernant la signification de la vidéo, King élabore en affirmant qu'elle est à propos du fait de « ne pas être en mesure de vivre avec l'individu que tu aimes — ami ou amoureux, cela n'importe pas, c'est toute personne que tu veux qu'elle soit ». L'acteur Alex Pettyfer compte également parmi l'équipe technique du clip, endossant la fonction d'assistant à la production.
Le vidéoclip est dévoilé le 20 juillet 2012 sur la chaîne télévisée allemande ClipFish. Lors de sa diffusion initiale, la version radio de la piste est utilisée en guise de trame sonore. Plus tard dans la même journée, la vidéo, cette fois en utilisant l'édition originale du titre, est publiée sur la chaîne officielle YouTube de Del Rey. À la suite du lancement du clip, la chanteuse observe une forte croissance dans l'intérêt virtuel qui lui est porté. Elle obtient dans la semaine suivant le dévoilement de la vidéo 69 000 nouveaux fans sur Facebook ainsi que sur Twitter et note une augmentation de 32% dans le nombre de vues sur son compte personnel YouTube.  En conséquence de cette activité virtuelle accrue, Del Rey refait une apparition dans le palmarès Social 50, compilé par Billboard, à la 42e position.

### Synopsis
La vidéo commence avec une scène montrant Lana, vêtue d'un habit blanc, se trouvant à l'extérieur  entourée d'arbres. Après quelques instants, elle se jette dans le vide. Apparaissent ensuite de nombreux plans montrant des images et des vidéos de Lana et de Jaime dans une maison, faisant des grimaces et des sourires à la caméra. Ces scènes sont entrecoupées par des séquences montrant les deux amantes dans la fumée adoptant un air de détresse. La fin du clip approchant, un nouveau plan montre un pont sur lequel Lana se trouve. Cette dernière étend ses bras, de manière à sembler crucifiée, puis, accoutrée d'une robe blanche, saute de la structure. Jaime apparaît ultérieurement sur le viaduc vêtue d'une robe rouge, puis saute également du pont. À la suite de ces séquences, on voit Lana dans l'obscurité se promener seule sur une route déserte. Cette scène finale est, comme le souligne de Jenna Hally Rubenstein de MTV, un passage affichant le fantôme de Del Rey, à la suite de son suicide,.

### Réception
La vidéo est généralement bien reçue par la presse. Crystal Bell, chroniqueuse web pour le The Huffington Post, dénomme le vidéoclip comme étant « une ode à Instagram », tout en établissant certains parallèles avec les clips précédents de la chanteuse. Similairement, Carrie Battan, journaliste au Pitchfork, supporte que la vidéo « n'est certainement pas une reconstitution de la vie de la famille Kennedy de sept minutes, mais elle offre tout de même la marque de commerce de LDR : images à la Instagram, visages désespérés et un invité spécial ». Dans un article positif publié sur le blog MTV Buzzworthy, Jenna Hally Rubenstein salue la nature sombre du clip, qui dépeint « des moments particulièrement tristes. Mais encore, qu'espériez vous d'une vidéo de Lana ? Du soleil, des brillants et des glaces ? Sûrement pas ». Brennan Carley, écrivant pour  le périodique musical Billboard, félicite la cinématographie du clip, saluant ses « imageries sépia et sa forte dose de mélodrames ». Il ajoute que le montage de la vidéo s'apparente à ce qu'effectuait Del Rey au commencement de sa carrière.
Le journaliste au magazine Spin Marc Hogan observe de nombreuses similarités entre le clip et celui de Video Games. Il ajoute néanmoins que la vidéo est « plus provocante et plus romantique grâce à la relation entre Del Rey et le personnage interprété par Jaime King. Par ailleurs, comme il s'agit un clip de Lana, il est inutile de mentionner qu'il y a une légère tournure à la Thelma et Louise ». Le site web Spinner décrit le vidéoclip comme étant « étrange et magnifiquement tourné, avec son air sepia et mélodramatique. À noter que l'amante de la chanteuse est plutôt triste à l'approche de la conclusion de l'été ». Sur un ton plus négatif, Tyler Monroe, rédacteur pour la chaîne télévisée Aux, affirme que le clip est « imperceptiblement vide », ajoutant qu'il « ne croit même plus que Del Rey y met du sien le moment venu de concevoir ses vidéos ».

## Interprétations scéniques

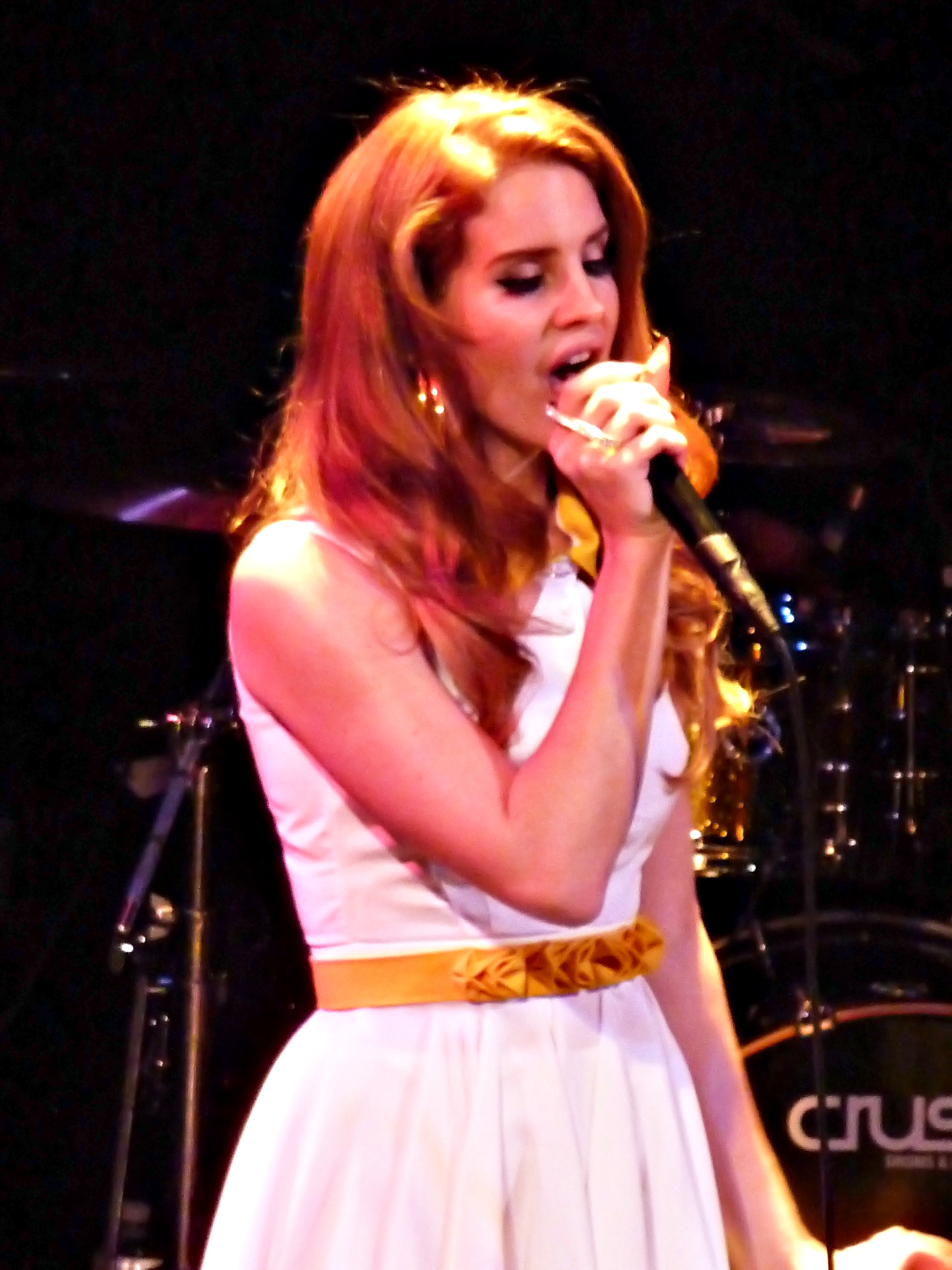
Del Rey interprétant la piste au Bowery Ballroom.

Del Rey interprète Summertime Sadnesss pour la première fois lors d'une représentation se déroulant à New York au Bowery Ballroom le 5 décembre 2011. Elle chante la pièce à nouveau deux jours plus tard lors d'un autre spectacle prenant place en Californie dans le club Troubadour. Elle joue également la piste le 7 juillet 2012 lors du festival lisboète Super Bock Super Rock, au Portugal. Quelques mois plus tard, elle livre une performance du morceau au Théâtre National, en Pologne, à Varsovie, dans le cadre de l'inauguration de Poles Werva. Plus tard en 2012, Del Rey offre une interprétation du titre au cours de l'événement Hackney Weekend mis en place par la chaîne de radio britannique BBC 1. Elle joue également le morceau lors de l'édition 2012 du Rock Werchter en Belgique. De plus, la chanteuse interprète le titre au cours de sa première tournée mondiale, le Born to Die Tour, qui s'étend durant les années 2011 et 2012 dans divers pays européens, américains et océaniens. Del Rey, toujours dans le cadre d'une tournée, cette fois le Paradise Tour, joue le morceau dans plusieurs pays européens en 2013.

## Crédits
- Lana Del Rey — chant, composition
- Emile Haynie — production
- Rick Nowels — production, composition
- Devrim Karaoglu — production
- Kieran De Jour — composition

Les crédits sont issus du livret de notes de l'album Born to Die.

## Formats et éditions
| - Physique 1. Summertime Sadness (Radio Mix) – 4:12 2. Summertime Sadness – 4:23 - Vinyle 1. Summertime Sadness (Todd Terry Remix) – 6:35 2. Summertime Sadness (Todd Terry Dub) – 5:37 3. Summertime Sadness (Hannes Fischer Nightflight Remix) – 6:41 4. Summertime Sadness (Marbert Rocel Remix) – 5:41 | - Numérique 1. Summertime Sadness (Radio Mix) – 4:12 2. Summertime Sadness – 4:23 3. Summertime Sadness (Radio Mix - Extended Version) – 5:06 4. Summertime Sadness (Hannes Fischer Nightflight Remix) – 6:41 |

- Cedric Gervais Remix

1. Summertime Sadness (Cedric Gervais Vocal Remix) – 5:25

## Classements et certifications
| Pays               | Position | Certification        |
| ------------------ | -------- | -------------------- |
| Allemagne          | 4e       | Platine              |
| Australie          | 3e       | 3 disques de platine |
| Autriche           | 8e       | Or                   |
| Belgique (Fr)      | 15e      |                      |
| Belgique (Nl)      | 17e      |                      |
| Bulgarie           | 3e       |                      |
| Canada             | 7e       |                      |
| Espagne            | 29e      |                      |
| États-Unis         | 6e       | Platine              |
| États-Unis (rock)  | 7e       |                      |
| États-Unis (dance) | 15e      |                      |
| France             | 10e      |                      |
| Grèce              | 2e       |                      |
| Hongrie            | 5e       |                      |
| Islande            | 20e      |                      |
| Israël             | 10e      |                      |
| Italie             | 6e       | Or                   |
| Luxembourg         | 9e       |                      |
| Nouvelle-Zélande   | 23e      | Or                   |
| Pays-Bas           | 53e      |                      |
| Pologne            | 1er      |                      |
| Portugal           | 18e      |                      |
| République tchèque | 42e      |                      |
| Royaume-Uni        | 4e       | Platine              |
| Slovaquie          | 34e      |                      |
| Suède              | 26e      |                      |
| Suisse             | 3e       | Or                   |
| Ukraine            | 42e      |                      |

## Historique des sorties
| Pays      | Date            | Format     |
| --------- | --------------- | ---------- |
| Allemagne | 22 juin 2012    | Numérique, |
| Autriche  | 22 juin 2012    | Numérique, |
| Suisse    | 22 juin 2012    | Numérique, |
| Allemagne | 13 juillet 2012 | Physique   |
| Allemagne | 13 juillet 2012 | Vinyle     |